# Jean-Michel Deluc
 (juin 2016).
Si vous disposez d'ouvrages ou d'articles de référence ou si vous connaissez des sites web de qualité traitant du thème abordé ici, merci de compléter l'article en donnant les références utiles à sa vérifiabilité et en les liant à la section « Notes et références ».
Pour les articles homonymes, voir Deluc.
Jean-Michel Deluc est un sommelier français, né le 5 septembre 1955 à Auch (dans le Gers). Il est maître sommelier de l'Union de la sommellerie française (UDSF).

## Biographie
Jean-Michel Deluc est né le 5 septembre 1955, à Auch dans le Gers. Il commence ses études d'hôtellerie à l’École Hôtelière de Toulouse et obtient son Diplôme de Salle en 1974.
Il part ensuite au Royaume-Uni où il obtient en 1978, le diplôme de sommellerie de l’Association des sommeliers de Grande-Bretagne et où il commence sa carrière.

## Carrière
Jean-Michel Deluc commence sa carrière au Restaurant Pujol à Toulouse, puis au Café Royal à Londres. Il œuvre en tant que chef sommelier au restaurant Drouant de 1987 à 1990. 
De 1994 à 1997, l'Hôtel Ritz (Paris) lui propose la Sommellerie en chef de l'établissement, après 4 ans en tant que Chef Sommelier du restaurant 2 étoiles de l'hôtel l'Espadon.
De 1999 à 2010, il est sommelier, cofondateur de ChateauOnline.
En 2004, il cofonde le Grand Prix d'Austerlitz des vins tchèques et moraves à Paris.
En 2004, il accède à la reconnaissance internationale en devenant jury Starwine aux États-Unis, regroupant les 60 meilleurs dégustateurs du monde pour désigner les meilleurs vins de la planète .
En 2007, il reprend la direction de l'Académie du vin, crée en 1973 par Steven Spurrier.
Depuis 2011, il est le sommelier cofondateur de la start-up française Le Petit Ballon en France.

## Implication associative
- De 1986 à 1990, secrétaire général de l’Union des sommeliers de France (19 associations) 1986/90
- De 1990 à 1996, secrétaire général de l’Association de la sommellerie internationale (23 pays)
- De 1998 à 2004, vice-président de l’Association des sommeliers de Paris.
- De 2004 à 2007, président de l’Association des sommeliers de Paris-Île-de-France
- À partir de Janvier 2018, secrétaire général des amis de l'Octuor de France[6]
- Octobre 2018 : fondateur du festival de Porto

Il a également été membre du jury de plusieurs concours de sommeliers (Sopexa, Ruinart, Meilleur sommelier du monde…).

## Collaborations
Jean-Michel Deluc participe à la rédaction des Guides de vins, Fleurus, Gault & Millau, Hachette des vins Bio.60 millions de consommateurs.  
Secrétaire Général des amis de l'Octuor de France, il a participé à la création du festival VINIMUSIS à Paris ainsi que du Festival Culinart à Pont-Aven. 

## Publications
- Livre de cave chez Gründ [9]
- Le vin essence de Vie avec Carline Arnaud, aux éditions DIE.
- Grand Larousse du Vin 2009[10]
- Guide des cubis "les 100 meilleurs et les dix plus mauvais"